# Огнеупорные материалы
Огнеупорные материалы (огнеупоры) — неметаллический материал с огнеупорностью не ниже температуры 1580 °C, используемый в агрегатах и устройствах для защиты от воздействия тепловой энергии и газовых, жидких, твердых агрессивных реагентов. Изготавливаются на основе минерального сырья и отличаются способностью сохранять без существенных нарушений свои функциональные свойства в разнообразных условиях службы при высоких температурах. Применяются для проведения металлургических процессов (плавка, отжиг, обжиг, испарение и дистилляция), конструирования печей, паровых и водогрейных котлов, высокотемпературных агрегатов (реакторы, двигатели, конструкционные элементы и др), футеровки газоходов и топок. Огнеупоры бывшие в употреблении называются огнеупорным ломом и используются в переработке.
Большинство огнеупорных изделий выпускают в виде простых изделий типа прямоугольного параллелепипеда массой в несколько килограммов. Это универсальная форма для выполнения футеровки различной конфигурации. На сегодня[когда?] в огнеупорной промышленности происходит уменьшение выпуска огнеупоров в виде простых изделий и соответствующее увеличение производства огнеупорных бетонов и масс.
Огнеупорные материалы отличаются повышенной прочностью при высоких температурах, химической инертностью. По составу огнеупорные материалы это керамические смеси тугоплавких оксидов, силикатов, карбидов, нитридов, боридов. В качестве огнеупорного материала применяется углерод (кокс, графит). В основном это неметаллические материалы, обладающие огнеупорностью не ниже 1580 °C, применяются практически везде где требуется ведение какого-либо процесса при высоких температурах.

## История
Ещё на заре человеческой культуры с получением огня появилась необходимость в огнеупорных материалах. В результате тысячелетий развития человеческого общества и его культуры огнеупорные материалы стали основой современных доменных, сталеплавильных, медеплавильных, цементно-обжигательных, стекловаренных и других печей.
Огнеупоры в виде кирпичей, изготовляемых из огнеупорных глин и каолинов, стали производить после появления доменных печей. В России — приблизительно в середине XVII века. При Петре I значительное количество такого кирпича делали из подмосковных глин. На протяжении первой половины XIX вв. производство огнеупоров развивалось преимущественно на металлургических заводах, будучи дополнением к общей направленности. По данным БСЭ, первое специализированное производство огнеупоров было организовано в Германии в 1810 году.
С резким развитием промышленности, Российская империя интересуется уже не кустарным производством огнеупорных материалов, а специализированной ветвью, которая должна быть основой огнеупорной промышленности. Первыми шагами в данном вопросе стало создание первых заводов: Белокаменский огнеупорный завод в Брянцевке (ныне г. Соледар) (1893 г.) и огнеупорный завод в Латной (1897 г.) имеющие узкую огнеупорную специализацию.
Производство огнеупоров в бывшем Советском Союзе сосредоточено в трёх основных промышленных районах: Южном (Белокаменка, Часов Яр), Центральном (Подольск) и Уральском (Первоуральск, Богданович).
На сегодняшний момент[когда?], наличие огнеупорной промышленности и качество огнеупоров в той или иной стране характеризует степень её индустриализации. Из более 212 стран мира, огнеупорная промышленность имеется только в 35 странах. Более половины мирового производства приходится на долю СНГ и США.

## Классификация
Огнеупорные материалы бывают штучными изделиями (блоками) и неформованными. К последним относят наварочные материалы, мертели, засыпки и другие специальные набивные и формуемые массы, в том числе применяемые для производства огнеупорных бетонов и торкретирования.
Огнеупоры разделяют по следующим признакам:
- формы и размеры
- способу формования
- огнеупорность
- пористость
- химико-минеральный состав
- область применения

### Классификация по формам и размерам
- прямые и клиновые нормальных размеров, малого и большого форматов;
- фасонные простые, сложные, особо сложные, крупноблочные, массой выше 60 кг
- специальные: промышленного и лабораторного назначения (тигли, трубки и т. д.)

### Классификация по способу формования
- пиленые из естественных горных пород или из предварительно изготовленных блоков;
- литые, изготовленные способом литья из жидкого шликера, пеношликера и т. д.;
- пластичного формования, изготовленные из масс в пластичном состоянии машинной формовкой, с последующей допрессовкой;
- полусухого формования из порошков;
- плавленные литые из расплава, получаемого путём электроплавки;
- термопластичнопрессованные;
- горячепрессованные;

### Классификация по огнеупорности
- огнеупорные (огнеупорность от 1580 до 1770 °C)
- высокоогнеупорные (от 1770 до 2000 °C)
- высшей огнеупорности (от 2000 °C до 3000 °C)
- сверхогнеупорные (более 3000 °C)

### Классификация по пористости
- особоплотные (открытая пористость до 3 %)
- высокоплотные (открытая пористость от 3 до 10 %)
- плотные (открытая пористость от 10 до 16 %)
- уплотненные (открытая пористость от 16 до 20 %)
- среднеплотные (открытая пористость от 20 до 30 %)
- низкоплотные (пористость от 30 % до 45 %)
- высокопористые (общая пористость от 45 до 75 %)
- ультрапористые (общая пористость более 75 %)

### Классификация по химико-минеральному составу
Следует различать кислые (например динасовские), нейтральные и основные (например смолодоломитовые) огнеупоры.
Более детальная классификация производится по их химическому составу:
- Кремнеземистые
- Алюмосиликатные
- Глиноземистые
- Глиноземоизвестковые
- Магнезиальные
- Магнезиально-известковые
- Известковые
- Магнезиально-шпинелидные
- Магнезиально-силикатные
- Хромистые
- Цирконистые
- Оксидные
- Углеродистые
- Оксидоуглеродистые
- Карбидкремниевые
- Бескислородные

## Область применения
Огнеупоры имеют очень много областей применения, но всех их можно разбить на две основные группы, это огнеупоры (огнеупорные изделия, например, кирпич) общего назначения, и огнеупоры, спроектированные специально для какого-либо теплового агрегата. Огнеупорные материалы применяются в металлургической, стекольной, сахарной, машиностроительной, химической промышленности, а также во всех других отраслях, где проходит работа с применением доменных, шахтных и вращающихся печей.